# Vayikra (parashah)
Vayikra, VaYikra, Va-yikra, o Vayyiqra (ebraico: וַיִּקְרָא — tradotto in italiano: "E chiamò”, incipit di questa parashah) 24ª porzione settimanale della Torah (ebr. פָּרָשָׁה – parashah o anche parsha/parscià) nel ciclo annuale ebraico di letture bibliche dal Pentateuco, prima nel Libro del Levitico. Rappresenta il passo 1:1-5:26 di Levitico, che gli ebrei leggono durante il 23º o 24º Shabbat dopo Simchat Torah, generalmente a marzo o ai primi di aprile.
La parashah espone le leggi dei sacrifici (ebraico: קָרְבָּן, korban).

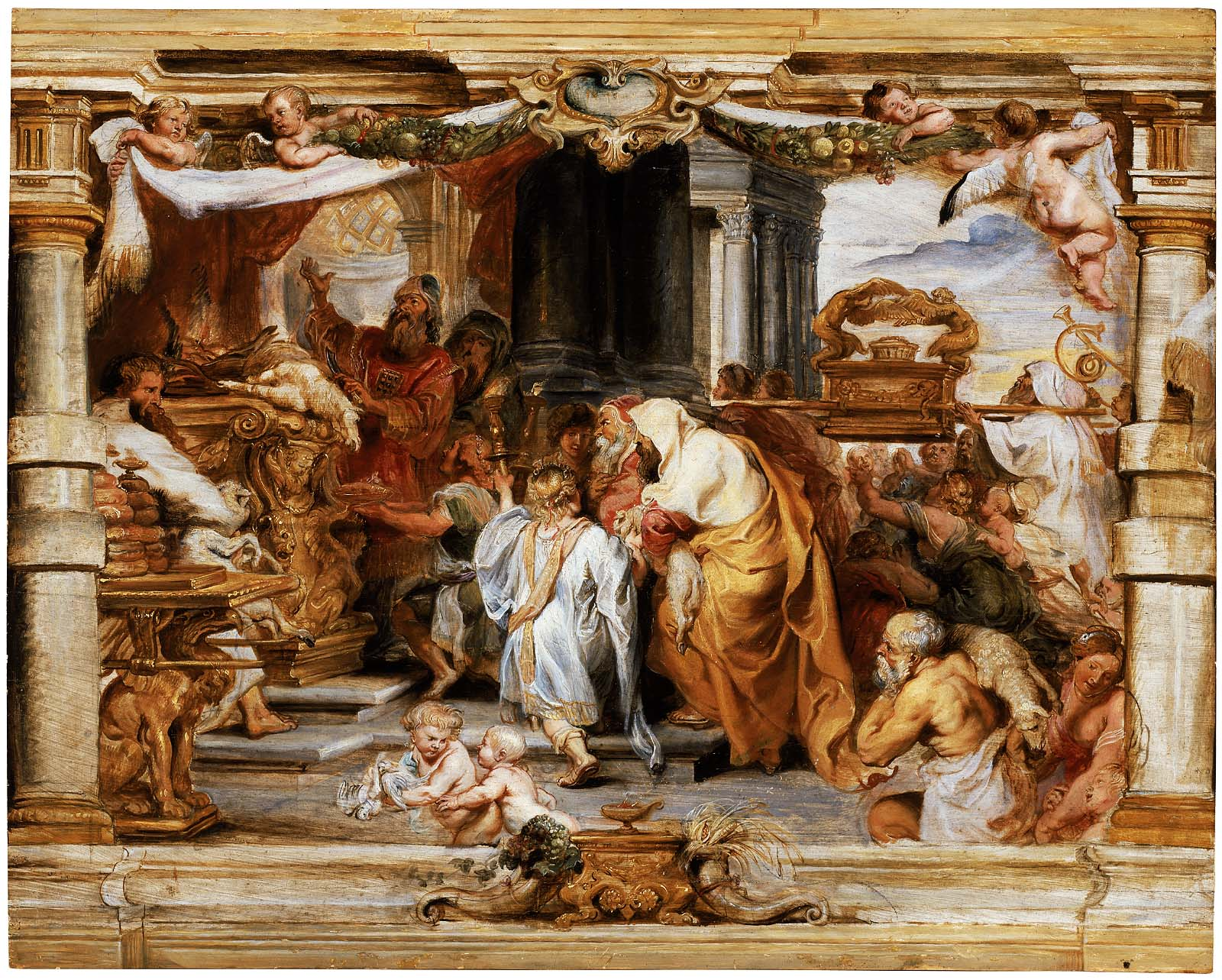
Il Sacrificio (dipinto di Peter Paul Rubens)

## Comandamenti
Secondo lo Sefer ha-Chinuch, ci sono 11 comandamenti (mitzvot) positivi e 5 comandamenti negativi in questa parshah.
- Svolgere la procedura dell'olocausto come prescritto dalla Torah (Levitico 1:3[3])
- Portare le offerte di fior di farina come prescritto dalla Torah (Levitico 2:1[4])
- Non bruciare miele o lievito sull'altare (Levitico 2:11[5])
- Non far manacare il sale dai sacrifici (Levitico 2:13[6])
- Salare tutti i sacrifici (Levitico 2:13[7])
- Il Sinedrio deve portare un'offerta quando giudica in errore (Levitico 4:13[8])
- Portare un'offerta di espiazione del peccato commesso per una trasgressione (Levitico 4:27[9])
- Chiunque abbia visto o sappia, deve testimoniare in tribunale. (Levitico 5:1[10])
- Portare un'offerta di valore più grande o più piccolo (se la persona è ricca, porterà un animale; se povera, un uccello o un'offerta di farina) (Levitico 5:7-11[11])
- Non decapitare un uccello portato come offerta espiatoria (Levitico 5:8[12])
- Non mettere olio nelle offerte di farina per il peccato (Levitico 5:11[13])
- Non mettere incenso nelle offerte di farina (Numeri 5:15[14])
- Colui che ha profanato la proprietà sacra deve ripagare ciò che ha profanato più un quinto e portare un'offerta di sacrificio riparatorio. (Levitico 5:16[15])
- Portare un'offerta quando si è incerti di aver commesso un peccato o un errore per ignoranza (Levitico 5:17-18[16])
- Restituire l'oggetto rubato o il suo valore (Levitico 5:23[17])
- Portare un'offerta quando la trasgressione è certa (Levitico 5:25[18])

## La Maqam settimanale
Nella Maqam settimanale, gli ebrei sefarditi ogni settimana basano i loro canti del servizio religioso sul contenuto della rispettiva parashah settimanale. Per la Parashah Vayikra, gli sefarditi usano la Maqam Rast, una maqam che esprime l'inizio di qualcosa o un'inziazione. Tale maqam è qui appropriata, poiché gli ebrei iniziano il Libro di Levitico.

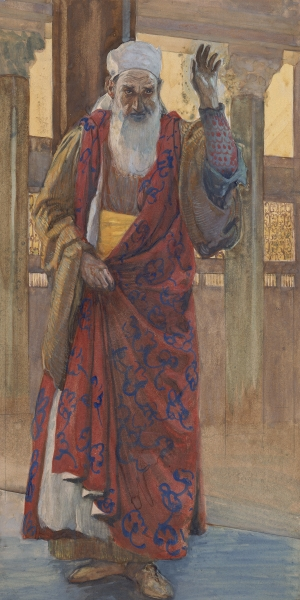
Isaia (acquerello di James Tissot, 1896–1902 ca.)

## Haftarah

### Generalmente
La haftarah della parshah è Isaia 43:21-44:23.

#### Collegamento con la Parshah
Sia la parshah che la haftarah trattano dei sacrifici a Dio. Entrambe narrano degli olocausti ('olah) (Levitico 1:3-4, 6, 9–10 13–14, 17; Levitico 3:5; Levitico 4:7, 10, 18, 24–25, 29–30, 33–34; Levitico 5:7, 10; Isaia 43:23), delle offerte di fior di farina (minchah) (Levitico 2:3, 5–11, 13–15; Levitico 5:13; Isaia 43:23), dell'incenso (levonah) (Levitico 2:1-2, 15–16; Levitico 5:11; Isaia 43:23), e dei testimoni (ed o eday). (Levitico 5:1; Isaia 44:8).

## Riferimenti
La parshah ha paralleli o viene discussa nelle seguenti fonti classiche (HE, YI, EN, IT, DE, FR) :

### Biblici
- Esodo 20:7[34] (voti).
- Levitico 19:12[35] (voti).
- Numeri 30:2-17[36] (voti).
- Deuteronomio 23:22-24[37] (voti).
- Isaia 56:7[38] (sacrifici da tutto il popolo).
- Geremia 7:22-23[39] (preferire obbedienza invece dei sacrifici).
- Ezechiele 18:5-7[40] (il giusto non ruba).
- Osea 14:3[41] (offerta dalle labbra invece dei giovenchi).
- Salmi 19:13[42] (peccato incerto); Salmi 20:4[43] (olocausti); Salmi 40:7[44] (sacrifici); Salmi 50:3-23[45] (sacrifici di ringraziamento); Salmi 51:16-19[46] (sacrifici); Salmi 66:13-15[47] (olocausti); Salmi 107:22[48] (sacrifici di ringraziamento); Salmi 116:17[49] (sacrifici di ringraziamento).

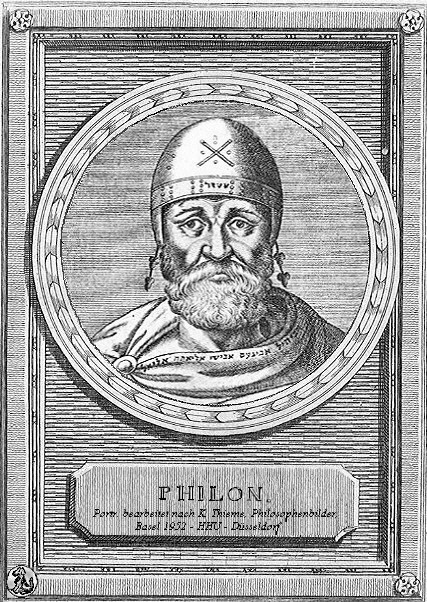
Filone d'Alessandria

### Testi
- Testo Masoretico e traduzione JPS 1917, su mechon-mamre.org.
- Parshah cantata, su Bible.ort.org.
- Parshah in ebraico, su mechon-mamre.org.

### Commentari
- Academy for Jewish Religion, California, su ajrca.org.
- Academy for Jewish Religion, New York, su ajrsem.org.
- Aish.com. URL consultato il 18 febbraio 2013 (archiviato dall'url originale il 16 marzo 2013).
- American Jewish University, su judaism.ajula.edu (archiviato dall'url originale il 20 febbraio 2012).
- Anshe Emes Synagogue, Los Angeles, su anshe.org. URL consultato il 18 febbraio 2013 (archiviato dall'url originale il 1º novembre 2012).
- Bar-Ilan University, su biu.ac.il. URL consultato il 18 febbraio 2013 (archiviato dall'url originale il 7 marzo 2013).
- Chabad.org.
- eparsha.com.
- G-dcast, su g-dcast.com. URL consultato il 18 febbraio 2013 (archiviato dall'url originale il 26 gennaio 2013).
- The Israel Koschitzky Virtual Beit Midrash, su vbm-torah.org. URL consultato il 18 febbraio 2013 (archiviato dall'url originale il 5 febbraio 2012).
- Jewish Agency for Israel, su jewishagency.org. URL consultato il 18 febbraio 2013 (archiviato dall'url originale il 13 settembre 2012).
- Jewish Theological Seminary (XML), su jtsa.edu. URL consultato il 18 febbraio 2013 (archiviato dall'url originale l'11 marzo 2013).
- Miriam Aflalo, su mishpacha.com. URL consultato il 18 febbraio 2013 (archiviato dall'url originale il 26 aprile 2012).
- MyJewishLearning.com. URL consultato il 18 febbraio 2013 (archiviato dall'url originale il 25 settembre 2008).
- Ohr Sameach, su ohr.edu.
- Orthodox Union, su ou.org.
- OzTorah, Torah from Australia, su oztorah.com.
- Oz Ve Shalom — Netivot Shalom, su netivot-shalom.org.il. URL consultato il 18 febbraio 2013 (archiviato dall'url originale il 24 giugno 2010).
- Pardes from Jerusalem, su pardes.org.il. URL consultato il 18 febbraio 2013 (archiviato dall'url originale il 29 marzo 2012).
- Rabbi Dov Linzer, su rabbidovlinzer.blogspot.com.
- Rabbi Shlomo Riskin, su ohrtorahstone.org.il. URL consultato il 18 febbraio 2013 (archiviato dall'url originale il 21 agosto 2011).
- Rabbi Shmuel Herzfeld, su rabbishmuel.com. URL consultato il 18 febbraio 2013 (archiviato dall'url originale l'11 marzo 2013).
- Reconstructionist Judaism, su www4.jrf.org. URL consultato il 18 febbraio 2013 (archiviato dall'url originale il 16 febbraio 2006).
- Sephardic Institute, su judaic.org. URL consultato il 18 febbraio 2013 (archiviato dall'url originale il 26 luglio 2011).
- Shiur.com.
- 613.org Jewish Torah Audio, su 613.org. URL consultato il 18 febbraio 2013 (archiviato dall'url originale il 22 maggio 2011).
- Talia Davis, su patheos.com.
- Tanach Study Center, su tanach.org.
- Torah from Dixie, su tfdixie.com. URL consultato il 18 febbraio 2013 (archiviato dall'url originale il 19 marzo 2012).
- Torah.it, su archivio-torah.it.
- Torah.org.
- TorahVort.com.
- Union for Reform Judaism, su urj.org. URL consultato il 18 febbraio 2013 (archiviato dall'url originale il 18 giugno 2009).
- United Hebrew Congregations of the Commonwealth, su chiefrabbi.org. URL consultato il 18 febbraio 2013 (archiviato dall'url originale il 10 aprile 2012).
- United Synagogue of Conservative Judaism, su uscj.org. URL consultato il 18 febbraio 2013 (archiviato dall'url originale il 14 agosto 2012).
- What’s Bothering Rashi?, su shemayisrael.com.
- Yeshiva University, su yutorah.org. URL consultato il 18 febbraio 2013 (archiviato dall'url originale il 18 dicembre 2019).